# Garden Grove (Florida)
Garden Grove ist  ein census-designated place (CDP) im Hernando County im US-Bundesstaat Florida. Das U.S. Census Bureau hat bei der Volkszählung 2020 eine Einwohnerzahl von 776 ermittelt. 

## Geographie
Garden Grove liegt rund 5 km südlich von Brooksville sowie etwa 50 km nördlich von Tampa. Der CDP wird vom U.S. Highway 41 durchquert.

## Demographische Daten
Laut der Volkszählung 2010 verteilten sich die damaligen 674 Einwohner auf 422 Haushalte. 94,1 % der Bevölkerung bezeichneten sich als Weiße, 2,4 % als Afroamerikaner, 0,4 % als Indianer und 0,7 % als Asian Americans. 1,8 % gaben die Angehörigkeit zu einer anderen Ethnie und 0,6 % zu mehreren Ethnien an. 5,9 % der Bevölkerung bestand aus Hispanics oder Latinos.
Im Jahr 2010 lebten in 19,1 % aller Haushalte Kinder unter 18 Jahren sowie 47,3 % aller Haushalte Personen mit mindestens 65 Jahren. 60,4 % der Haushalte waren Familienhaushalte (bestehend aus verheirateten Paaren mit oder ohne Nachkommen bzw. einem Elternteil mit Nachkomme). Die durchschnittliche Größe eines Haushalts lag bei 2,26 Personen und die durchschnittliche Familiengröße bei 2,82 Personen.
19,0 % der Bevölkerung waren jünger als 20 Jahre, 16,7 % waren 20 bis 39 Jahre alt, 25,4 % waren 40 bis 59 Jahre alt und 38,8 % waren mindestens 60 Jahre alt. Das mittlere Alter betrug 53 Jahre. 49,9 % der Bevölkerung waren männlich und 50,1 % weiblich.
Das durchschnittliche Jahreseinkommen lag bei 32.798 $, dabei lebten 8,7 % der Bevölkerung unter der Armutsgrenze.